# Hexenprozesse in Ellwangen

Schloss ob Ellwangen, Residenz des Ellwanger Fürstpropsts

In der Zeit der Hexenverfolgungen kam es um 1600 zu einer Welle von Hexenprozessen in der Fürstpropstei Ellwangen.

## Geschichte

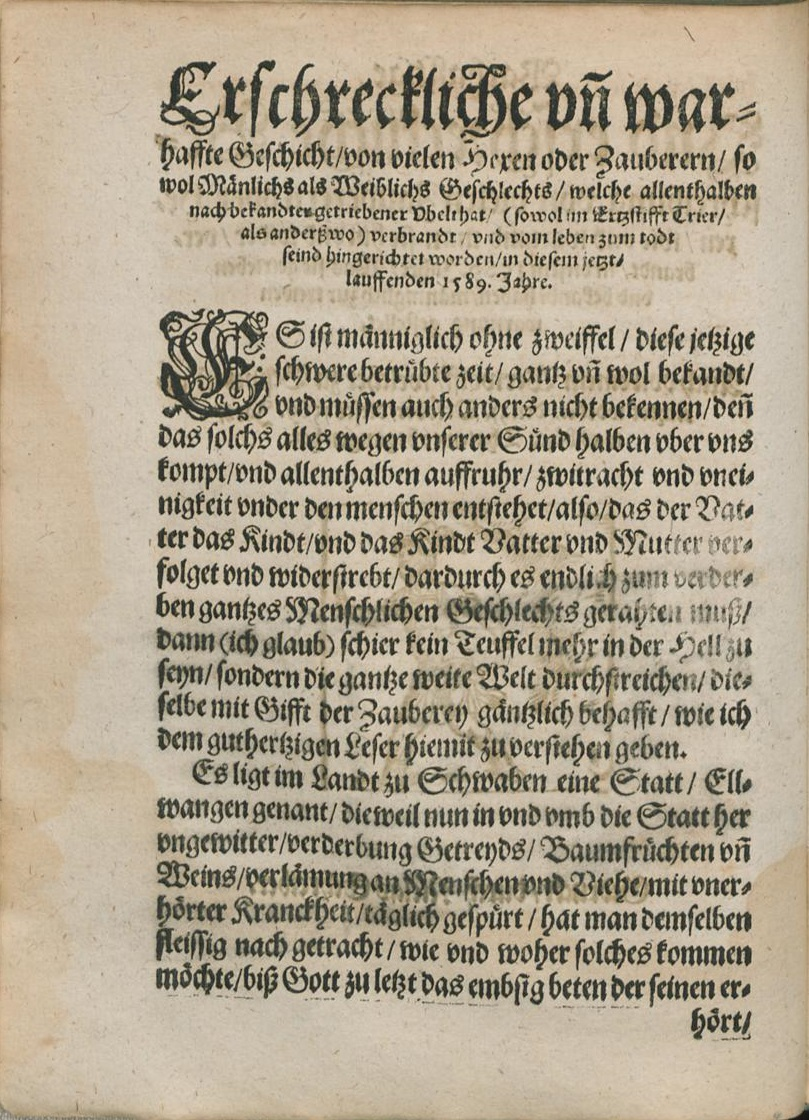
Nikolaus Schreiber: Warhafftige Vnd erschreckliche Beschreibung/ von vielen Zauberern Oder Hexen/ wie vnd warumb man sie hin vnd wider/ verbrandt/ in diesem 1589. Jahre, Köln, 1589

Während der Regierungszeit der Fürstpröpste Wolfgang von Hausen (1584–1603), Johann Christoph I. von Westerstetten (1603–1613) und Johann Christoph von Freyberg-Eisenberg (1613–1620) wurden 1588 und 1611 bis 1618 ungefähr 450 Personen hingerichtet, viele auf dem Scheiterhaufen. Das waren etwa die Hälfte der Ellwanger Frauen und jeder sechste Mann.
Ähnliche massive Verfolgungen lassen sich in Süddeutschland nur in den Hexenprozessserien der fränkischen Hochstifte Würzburg, Bamberg und Eichstätt sowie in Kurmainz nachweisen.
In dem Hexenprozess von 1588 wurde die Hebamme Elisabeth Fürst, die „Mundistin“ genannt, als vermeintliche Hexe verbrannt. Im Jahr 1611 wurde am 22. Dezember Dorothea Berchtold hingerichtet. Sie war die Schwester des Pfarrers Eberhard Berchtold, der die wegen Hexerei Angeklagten betreute und zu der Überzeugung gelangt war, dass sie unschuldig waren. Vermutlich sollte mit der Hinrichtung seiner Schwester der Pfarrer getroffen werden, um ihn gefügig zu machen und ihm seinen Mund zu verschließen. Später betreuten Jesuiten die Gefangenen.
Überliefert ist ein Gespräch des Stadtpfarrers Berchtold mit dem Angeklagten Michael Dir. Dieser hatte seine Frau Maria Dir im Jagsttorgefängnis besucht und versicherte dem Pfarrer, er sei von der Unschuld der Bierbrauersfrau überzeugt. Das kam dem Kanzler zu Ohren. Carl Kibler lud den Brauer vor und ließ ihn verhaften. Um sich die Folter zu ersparen, gestand Michael Dir alles, was ihm vorgeworfen wurde, obwohl er noch gar nicht der Hexerei angeklagt war. Schon elf Tage später wurde er am 19. November 1611 verbrannt. Sein Abkommgeld betrug 460 Gulden.
2001 wurde in Ellwangen ein Mahnmal eingeweiht, das an die 400 Opfer der Hexenverfolgung erinnern soll.

## Rahmenbedingungen & Ursachen

### Wirtschaftliche und gesellschaftliche Bedingungen
Im 16. Jahrhundert war Süddeutschland ein agrarisch geprägtes Land. Der überwiegende Teil der Bevölkerung lebte zu dieser Zeit von der Landwirtschaft. In Ellwangen wurden in der frühen Neuzeit vor allem verschiedene Kornsorten angebaut; die Viehzucht war genossenschaftlich organisiert, das heißt, das Vieh von verschiedenen Bauern wurde von Hirten versorgt.
Ein weiteres Standbein für die Ellwanger Wirtschaft im 16. Jahrhundert war die Forstwirtschaft. Neben dem offiziellen Verkauf von Holz und Harz plünderten viele Bauern die Wälder, um sich etwas dazuzuverdienen.
Das Gewerbe in der Ellwanger Umgebung war in der frühen Neuzeit sehr schwach ausgebildet. Bis auf eine Glashütte in Rosenberg oder Ziegelhütten bei Schrezheim gab es gerade in den Landämtern wenig Gewerbe. In der Stadt Ellwangen selbst war das Gewerbe hingegen stärker. Die Wirtschaft in Ellwangen war nicht auf bestimmte Bereiche begrenzt, sondern im Unterschied zu vielen Reichsstädten der Umgebung, z. B. Augsburg mit seiner stark kaufmännisch geprägten Wirtschaft, breit gefächert. Allerdings wurde das Gewerbe durch die Ellwanger Regierung stets stark kontrolliert und reglementiert. So gab es zwar auch in Ellwangen während des 16. Jahrhunderts Zünfte, im Gegensatz zu vielen anderen Städten allerdings weit weniger ausgebildet.
Eine rasche Bevölkerungszunahme während des 16. Jahrhunderts überforderte die Wirtschaft, weshalb es auch in Ellwangen zu einer Wirtschaftskrise kam. Ein weiterer Grund hierfür war eine Inflation, die gerade das Gewerbe schwer traf. Infolgedessen wurden die Unterschichten immer größer, die Ellwanger Bevölkerung also immer ärmer.
Genaueres über die Gesellschaftsstruktur während der frühen Neuzeit in der Fürstpropstei ist jedoch nicht bekannt.

### Klimatische Bedingungen
Getreide und Brot waren während der frühen Neuzeit die Grundnahrungsmittel und schwer zu ersetzen. Als etwa um 1560 die mittelalterliche Warmzeit endete, folgte eine Periode mit besonders kühlem Klima, die sogenannte kleine Eiszeit. Die langen und kalten Winter verkürzten die Zeit, in der es möglich war, Lebensmittel, vor allem Getreide anzubauen. In den nasskalten Sommer verfaulte der Weizen. Die Getreidepreise stiegen daraufhin extrem an, vermutlich um über 200 %. Infolgedessen wurden immer weniger gewerbliche Produkte verkauft und die Arbeitslosigkeit, gerade in der Stadt selbst, stieg; es kam zu schweren Hungersnöten. Die caritativen Einrichtungen in Ellwangen, die von der Fürstpropstei geleitet wurden, waren mit den vielen Hilfesuchenden überfordert.

### Krankheiten und Epidemien
Durch die Mangelernährung waren die Menschen anfällig für Seuchen wie Typhus und die Pest. Ellwangen wurde wiederholt von der Pest heimgesucht, so kam es in den Jahren 1574, 1598, 1611 und 1626 zu besonders schweren Ausbrüchen.
Um den Zorn Gottes zu besänftigen und ein Ende der Krankheiten und Hungersnöte herbeizurufen, verbot der von 1584 bis 1603 herrschende Fürstprobst Wolfgang von Hausen alle Aktivitäten, die dazu verleiteten zu sündigen. Selbst Tanzen und Singen wurden ab sofort streng bestraft.

### Ursachen
Zusammengefasst lassen sich also Ursachen in vielen Bereichen erkennen. Die Missernten brachten Hungersnöte, welche durch die rasche Bevölkerungszunahme noch verschlimmert wurden. Diese hatte auch Auswirkungen auf die Ellwanger Wirtschaft, welche durch eine Inflation entscheidend geschwächt war. Viele Menschen rutschten in die Unterschichten ab und litten unter Mangelernährung, wodurch sie anfällig für Krankheiten wurden. In solch schlechten Zeiten suchten die Regierenden und auch die Menschen selbst Sündenböcke. Hexen, welche man für Missernten und Krankheiten verantwortlich machen konnte, waren hierfür perfekt geeignet.

## Die erste Prozesswelle im Jahr 1588
Nachdem Fürstprobst Wolfgang von Hausen im Jahr 1588 verschiedene Vergnügungen wie das gemeinsame Tanzen, Singen aber auch das Konsumieren von Alkohol verboten hatte, führte die fürstpröpstliche Inquisition Hausdurchsuchungen durch. Die Folge dieser Hausdurchsuchungen waren zahlreiche Verurteilungen von verschiedenen Tätern und Mitwissern. Einige Bürger wurden hingerichtet, andere des Landes verwiesen oder mussten Geldstrafen zahlen. Ein 17-jähriger, der im August 1588 an verschiedenen verbotenen Festen teilnahm, beschuldigte seine Mutter der Hexerei. Er hoffte, die Ermittler abzulenken und so einer möglichen Strafe zu entgehen. Ihm gelang es, die fürstpröpstlichen Räte zu überzeugen, sodass ein Scharfrichter nach Ellwangen geholt wurde. Dieser sollte die verhaftete Mutter Margaretha Sinai verhören. Der Scharfrichter aus Biberach galt als Experte für Hexenprozesse und wurde bereits 1587 im Hochstift Augsburg eingesetzt.
Doch auch ihm gelang es nicht, die Verdächtige zu einem Geständnis zu bringen, weshalb wieder ihr 17-jähriger Sohn Jacob Sinai verhört wurde. Anstatt seine Vorwürfe zurückzunehmen, beschuldigte er zwei weitere ältere Ellwanger Frauen der Hexerei.
Nachdem beide Frauen von dem Scharfrichter verhört und untersucht worden waren, ließ er eine frei, da sie keine Hexenmale aufwies. Es herrschte der Glaube, dass man Hexen an auffälligen Hautunregelmäßigkeiten erkennt. Diese wurden als Hexenmale bezeichnet und waren der Beweis für einen Pakt mit dem Teufel. Da viele Menschen größere Muttermale oder andere Hautunregelmäßigkeiten haben, gelang es bei vielen Prozessen, den angeblichen Beweis zu finden. So auch bei der zweiten Beschuldigten, die anschließend unter der Folter gestand. Außerdem denunzierte, also beschuldigte sie weitere angebliche Hexen. Die erste Verfolgungswelle startete und nahm so ihren Lauf. Die Gefangenen denunzierten unter Folter meist weitere Gespielinnen und weiteten so den Kreis der Opfer aus.

### Ablauf der Prozesse
Die Constitutio Criminalis Carolina aus dem Jahr 1532 war das erste Strafgesetzbuch, das für das gesamte Reich Geltung beanspruchte. Sie enthielt sowohl Prozessrecht als auch materielles Strafrecht, darunter den Straftatbestand der zauberey. Die lokale Rezeption und die Frage, ob sie auch in Ellwangen als Grundlage für die Hexenverfolgungen angewendet wurde, ist jedoch ein Forschungsdesiderat. Denn die Carolina galt nur subsidiär im Verhältnis zur örtlichen (Hexen-)Gesetzgebung und örtlichem Gewohnheitsrecht. Die Ellwanger Halsgerichtsordnung von 1466 war die Gerichtsordnung des Stadtgerichts der Stadt Ellwangen, soweit dieses als peinliches Gericht fungierte. Ihr Gegenstand war die Ordnung des Strafprozesses in peinlichen Strafsachen, insbesondere der Hauptverhandlung in diesem Verfahren, des sog. Endlichen Rechtstages.
Ein Geständnis galt als verlässlichstes Mittel der Wahrheitsfindung, weshalb alles versucht wurde, um dieses aus dem Verdächtigen herauszubekommen. Zwar wurde durch die Carolina Folter nur noch erlaubt, wenn ein hinreichender Verdacht bestand, allerdings lag die Dauer und Intensität im Ermessen des Richters. Da das Delikt Hexerei nicht in der Carolina verankert war, wurde den Beschuldigten in Ellwangen ein Crimen Exceptum, also ein außergewöhnliches Verbrechen vorgeworfen. Dies hatte zur Folge, dass ein Sonderverfahren möglich wurde, bei dem die Beschuldigten sich nahezu gar nicht verteidigen konnten. Des Weiteren war es so möglich, die für eine Folter benötigten Indizien herabzusetzen. Folter konnte so bereits bei der auf die Vorlesung der Anschuldigungen folgenden Untersuchung auf Hexenmale legitimiert werden.
Anschließend wurden bei den in der Fronfeste der Burg ob Ellwangen stattfindenden Prozessen versucht, die Beschuldigten zu einem freiwilligen Geständnis zu bringen. Haben die Beschuldigten kein Geständnis abgelegt, folgte die Territio Verbalis, hier wurde Folter lediglich angedroht. Darauf folgte dann gegebenenfalls die Territio Realis. Bei diesem Grad der Folter wurden den Beschuldigten die Folterinstrumente gezeigt, erklärt und angelegt, um sie so zu einem Geständnis zu bringen. Im dritten Grad wurde dann mit der eigentlichen Folter begonnen. Diese wurde immer wieder unterbrochen, um Confrontationes, Gegenüberstellungen mit bereits der Hexerei Überführten, die die Schuld bestätigten, durchzuführen. Neben klassischen Foltermethoden wie Beinschrauben oder Streckbanken kamen in Ellwangen auch häufiger seltenere Methoden unter Anleitung des erfahrenen Scharfrichters aus Biberach zum Einsatz. Allgemein waren die Ellwanger Hexenprozesse 1588 stark von ihm geprägt, so wurden neben der Folter auch magische Rituale durchgeführt, bei denen Verdächtige in spezielle Bäder getaucht wurden oder Kräutertränke zu sich nehmen mussten. Dies sollte die Beschuldigten unter Anwendung der ihnen als angebliche Hexen bekannten Rituale ängstigen und sie so zu einem Geständnis bewegen.
Haben die Beschuldigten dann gestanden, was bei jedem, bei dem ein Hexenmal gefunden wurde, der Fall war, wurde das Geständnis aufgeschrieben. In dieser schriftlichen Form waren alle Hauptbestandteile des komplexen Hexereidelikts enthalten: Teufelspakt, Teufelsbuhlschaft, Hexenflug, Hexensabbat sowie Schadenzauber.
Außerdem denunzierten die meisten noch weitere angebliche Mittäter, die dann nach Zustimmung der fürstpröpstlichen Räte inhaftiert wurden.
Nach dem Geständnis fand die Besiebnung durch sieben Mitglieder des Gerichts statt und das Urteil wurde durch den Ellwanger Stadtrichter verkündet. Die Beschuldigten wurden dabei zur Hinrichtung durch das Feuer verurteilt. Laut Prof. Dr. Immo Eberl wurden vermutlich mehrere Urteile durch den Fürstpropst Wolfgang von Hausen abgemildert. In diesen Fällen wurden die vermeintlichen Hexen vor der Verbrennung stranguliert oder enthauptet.
Nach dem Prozess wurden die Verurteilten meist noch zu Confrontationes genutzt und im Schloss ob Ellwangen gefangen gehalten. Drei Tage vor ihrer Hinrichtung wurden die Verurteilten in die Schergenstube am Jagsttor gebracht und schließlich an der Richtstätte am Galgenberg westlich von Ellwangen hingerichtet.

### Die Opfer
Die Opfer der ersten Hexenverfolgung waren zum Großteil Frauen. Mit Jacob Sinai, mit dem die Hexenverfolgung begann, ist lediglich ein männliches Opfer bekannt. Des Weiteren waren die meisten Opfer für die damalige Zeit sehr alt. So waren die meisten verurteilten Frauen um die 70 Jahre alt oder wurden in den Prozessakten zumindest mit alt beschrieben. Aufgrund ihres hohen Alters waren die meisten Frauen verwitwet und lebten deshalb oft alleine. Es ist zu erkennen, dass die Beschuldigten der ersten Verfolgungswelle dem typischen Hexenstereotyp der frühen Neuzeit entsprachen. Insbesondere alte Ellwanger Witwen waren gefährdet. So waren mit Ausnahme von einem Opfer alle aus Ellwangen. Dies lässt sich damit erklären, dass die Prozesse auf den Beschuldigungen von anderen Inhaftierten basierten. Sie denunzierten meist Personen aus ihrem näheren Umfeld, weshalb sich die Prozesswelle nicht auf die ländlichen Teile der Fürstpropstei ausweitete. Hier lässt sich auch der Grund dafür erkennen, dass öfters ganze Familienteile ausgelöscht wurden.
Ebenfalls dem Hexenstereotyp entsprechend benutzten die meisten Beschuldigten Kräuter oder spezielle Rituale, um Krankheiten zu heilen. So war unter ihnen z. B. die Hebamme Elisabeth Fürstin. Sie benutzte auch bei ihrer Tätigkeit als Hebamme häufiger spezielle Kräutertränke und Rituale, um den Kindern aber auch den Müttern zu helfen.
Während der ersten Hexenverfolgung in Ellwangen im Jahr 1588 ist insgesamt bei nahezu allen Verurteilten eine starke Ähnlichkeit zum typischen Hexenbild, also einer alten Frau, die alleine lebt und viel mit Kräutern hantiert, zu beobachten. Erst zum Ende hin wurden auch jüngere, verheiratete Frauen beschuldigt. Es ist also eine für Verfolgungen des 16. Jahrhunderts typische leichte Entfernung vom Hexenstereotyp beobachtbar. Auch wenn diese in Ellwangen durch die Einstellung der Verfahren gestoppt wurde.

### Einstellung der Prozesse
Die letzte Hinrichtung der ersten Prozesswelle fand vermutlich am 14. Dezember 1588 statt. Nach vier Monaten Hexenverfolgung war in Ellwangen vorerst Ruhe eingekehrt. Als Grund für die relativ kurze Verfolgungszeit werden Strukturprobleme angesehen. Durch die Besagungspraxis, also die Inhaftierung aufgrund der Beschuldigung anderer vermeintlicher Hexen, drohte eine starke Ausweitung des Opferkreises, die nicht von der Regierung kontrolliert werden konnte. So waren bereits 1588 weit über 100 Bürger der Hexerei beschuldigt. Gegen Ende der Verfolgung drohte ein starkes Abkommen vom Hexenstereotyp und auch eine Ausweitung auf Personen, die dem Hof sehr nahe waren. Aus diesen Gründen leitete der damalige Kanzler Johann Hildebrand die Einstellung der Verfahren ein. Listen von Verdächtigen wurden allerdings aufbewahrt, um diese eventuell für spätere Verfolgungen zu nutzen.

## Die zweite Verfolgungswelle 1611–1618

### Auslöser
Die 70-jährige aus Rindelbach stammende Barbara Rüfin hatte während des Ostergottesdienstes im Jahr 1611 ihre Hostie aus dem Mund genommen. Die Bürger Ellwangens und der Priester schöpften den Verdacht der Hexerei, da sie den Leib Christi verschmähte. Der Priester wusch sich daraufhin sofort die Hände, um sich reinzuwaschen. Rasch verbreitete sich das Geschehene in ganz Ellwangen.
Für die Bevölkerung der Fürstpropstei klangen die Vorwürfe enorm plausibel, da Barbara Rüfin bereits fast 30 Jahre zuvor der Hexerei beschuldigt worden war. Als eine Viehseuche ausbrach, holte ihr Nachbar eine Wahrsagerin herbei, um die Schuldigen ausfindig zu machen. Diese fand heraus, dass angeblich Hexen schuld seien. Des Weiteren behauptete sie, die nächste Person, die den Hof des Nachbarn besucht und drei Dinge begehrt, sei jene Hexe.
Als Barbara Rüfin an diesem Tag einen Schal, eine Butterdose und eine Wiege von ihrem Nachbarn ausleihen wollte, fiel der Verdacht auf sie. Die Familie der Frau war nun in der ganzen Region als Hexenfamilie verschrien.
Nachrichten von Teufelsbesessenen im Rosenberg wenige Monate zuvor erhöhten zudem die Plausibilität und die Verfolgungsbereitschaft der Regierung. So wurde Barbara Rüfin am 7. April 1611 verhaftet.
Die 70-jährige wehrte sich in den ersten Verhören vehement gegen die Vorwürfe der Hexerei. Die Hostie hätte sie aus dem Mund genommen, da sie aufgrund ihres Alters Schluckbeschwerden habe. Sie habe außerdem vorgehabt, sich beim Ellwanger Stadtpfarrer zu entschuldigen. Auch die in Rindelbach kursierenden Gerüchte wies sie zurück. Um die vermeintliche Hexe zu überführen, wurden währenddessen umfangreiche Zeugenaussagen aufgenommen. Die Zeugen bestätigten zwar, dass es die Gerüchte gab, widersprachen sich allerdings oder entschärften den Vorwurf der Hexerei. Dies führte zu einer sehr langen Prozessdauer und dazu, dass der 70-jährigen zu Beginn weder die Folter angedroht wurde noch, dass sie gefoltert wurde.
Erst im späteren Verlauf entschlossen sich die fürstlichen Räte, der Frau die Folter anzudrohen, und ein Scharfrichter von auswärts wurde wie 1588 nach Ellwangen geholt. Doch bevor der Scharfrichter Hans Gruber eintraf, legte Barbara Rüfin am 22. April unter Folter ein Geständnis ab und denunzierte weitere angebliche Gespielinnen. In späteren Verhören versuchte sie, dieses Geständnis zu widerrufen, bestätigte ihr Geständnis unter der Folter jedoch erneut. In der Folge dieses Prozesses folgten weitere, so wurde Anfang Mai eine von Barbara Rüfin denunzierte Frau aus Rindelbach inhaftiert, und in den nächsten Wochen weitete sich die Verfolgung auch nach Ellwangen aus. Der Verfolgungswille der Regierung wurde durch den erfolgreichen Abschluss des Prozesses gegen Barbara Rüfin gestärkt. Der erste Stein für die große Ellwanger Prozesswelle zwischen 1611 und 1618 kam ins Rollen.

### Ablauf der Prozesse
Der grundsätzliche Ablauf der Hexenprozesse der zweiten Verfolgungswelle glich dem der ersten im Jahr 1588. Lediglich an einigen entscheidenden Stellen wurden Veränderungen durchgeführt.
Während 1588 die Verhöre von Angehörigen der Regierung durchgeführt wurden, die normalerweise andere Tätigkeiten verübten, wurde Ende Mai 1611 eine Hexendeputation gegründet. Dieses Gremium hatte ausschließlich die Aufgabe, sich mit Hexenprozessen zu beschäftigen. Durch diese Konzentration konnten Prozesse standardisiert werden, die Schritte des Verfahrens und die Geständnisformen wurden größtenteils vereinheitlicht. So war eine weitaus schnellere und reibungslosere Prozessführung möglich, und die Forderung des Fürstprobstes, Strafprozesse innerhalb von drei Tagen durchzuführen, konnte oft erfüllt werden. Da die Hexendeputation ein eigenständiges Gremium war, bestand die Gefahr, dass die Hexenkommissare als Mitglieder der Deputation die Prozesse missbrauchen, um ihren Karriereplan umzusetzen.
Des Weiteren wurde der Einfluss der Scharfrichter wesentlich geschwächt. Während 1588 der Biberacher Scharfrichter großen Einfluss auf die Prozesse hatte, ist der Einfluss der Scharfrichter während der zweiten Welle nahezu zu vernachlässigen. Auch die magischen Rituale des damaligen Scharfrichters wurden nicht mehr verwendet, eine sehr rationale Prozessführung prägte das Bild der zweiten Welle. Es wurde allerdings wie 1588 erneut ein mit Hexenprozessen erfahrener Scharfrichter herbeigeholt.
Die zweite weitreichende Veränderung war die Änderung des Indizienrechts. So war 1588 noch ein Hexenmal und die Besagung Voraussetzung, um einen Prozess auszulösen, 1611–1618 reichte bereits die Besagung, um Verdächtige zu foltern. In Verbindung mit dem im Vergleich zu 1588 weiter erhöhten Foltereinsatz führte dies dazu, dass es während der gesamten Verfolgungswelle keine einzige Entlassung gab.
Während des Prozesses selbst wurden die Confrontationes, also die Gegenüberstellungen mit bereits wegen Hexerei Verurteilten reduziert und wurden direkt nach der Inhaftierung und dem Verlesen der Anklage durchgeführt. Nach der Anklage folgten die Verhöre, die mit den Besagungen von angeblichen Mittätern abgeschlossen wurden. Auch hier gab es eine Veränderung, so war eine Besagung von Toten oder bereits Verurteilten nicht mehr möglich. Der Umfang der Verfolgung wurde so erheblich ausgeweitet und weit mehr Menschen als 1588 verdächtigt.
Wie 1588 wurde das Verfahren nach dem Geständnis durch die Besiebnung durch Mitglieder des Gerichts und der Urteilsverkündung abgeschlossen. Das Urteil lautete meist Feuertod und Einzug des Vermögens, oft verbunden mit Strafverschärfungen wie z. B. das Abhacken der Hände. Jedoch erfolgte immer eine Begnadigung zur Strangulierung mit anschließendem Verbrennen des Leichnams.
Vermutlich wurden die Verurteilten nicht aus Mitleid des Fürstprobstes begnadigt, sondern um Probleme und Mitleid der Zuschauer zu vermeiden. Diese einheitliche Verfahrensführung wurde während der gesamten Welle kaum durchbrochen, lediglich bei schwangeren Frauen wurde bis zur Geburt gewartet.
Insgesamt lässt sich beobachten, dass die Prozesse im Vergleich zur ersten Welle enorm gestrafft wurden, um eine schnellere Verurteilung möglich zu machen. Durch die Änderung des Indizienrechts und die Änderungen der Besagungen konnte sich die Welle wesentlich schneller und weiter ausbreiten. So war es möglich, dass in neun Monaten des Jahres 1611 etwa 126 Personen hingerichtet wurden.

### Opferstruktur
Von der zweiten Prozessserie in Ellwangen in den Jahren 1611–1618 waren sowohl Frauen, als auch Männer jeden Alters und jeder Schicht betroffen. Waren 1588 noch hauptsächlich ältere Frauen betroffen, also Personen, die dem typischen Hexenbild entsprachen, wurde 1613 sogar eine 16-jährige hingerichtet. Selbst junge Männer, die absolut nicht dem Hexenstereotyp entsprechen, wurden der Hexerei verdächtigt und hingerichtet.
Die meisten Opfer waren jedoch mittleren Alters. Da diese meist verheiratet waren und Kinder hatten, wurden des Öfteren ganze Familien zu sogenannten Hexenhäusern bzw. Hexenfamilien erklärt. So konnte es vorkommen, dass die komplette Familie hingerichtet wurde. Personen, deren Verwandte bereits hingerichtet worden waren, waren besonders gefährdet. Beging eine Person mit vermeintlichen Hexen in der Verwandtschaft eine Straftat, wurde meist versucht, diese mit der Hexerei in Verbindung zu bringen. Diese Übertragung von normalen Straftaten auf Hexenprozesse ist eine Auffälligkeit der Ellwanger Hexenverfolgung. So kam es öfters vor, dass ein normaler Strafprozess zu einem Hexenprozess umgewandelt wurde und so die Auswirkungen der Hexerei anhand realer Delikte aufgezeigt wurden. Als Beispiel wurde bei einem begangenen Diebstahl behauptet, der Täter sei vom Teufel beauftragt und, um solche Straftaten zu verhindern, müsse man die vermeintlichen Hexen hinrichten.
Anhand einer Bürgerwehrliste konnte Hans Gebhard in seinem Buch „Gerichtsherr Ludwig Kieninger“ die Anteile der Hingerichteten in den jeweiligen Schichten rekonstruieren. Zwar wurden Menschen aus jeder Schicht hingerichtet, der Anteil der wohlhabenderen Harnischträger und Büchsenbesitzer aus der Mittelschicht war mit 26 beziehungsweise 22 Prozent jedoch deutlich höher als der der ärmeren Spießträger. Auch der Frauenanteil war in der Unterschicht geringer als in der Mittel- und Oberschicht. Zum Teil mag dies damit zu erklären sein, dass z. B. Nachbarn aus Neid denunziert wurden oder um den Besitz der Verdächtigten zu bekommen. Auffällig ist, dass besonders viele Gerichtsherren und Stadträte verurteilt wurden. Dies lässt auf ein Eingreifen durch die Regierung schließen. Gerichtsherren und Stadträte, die nicht den Vorstellungen der Regierung entsprachen, könnten so aus dem Weg geräumt worden sein.
Neben den Stadträten und Gerichtsherren waren besonders Berufsgruppen betroffen, die viel mit der Öffentlichkeit zu tun hatten: Musiker, Bäcker und Metzger. Angehörigen dieser Berufe wurde vermutlich ihr Bekanntheitsgrad zum Verhängnis. Bei Musikanten kommt noch hinzu, dass durch die von Fürstprobst Wolfgang von Hausen im Jahr 1588 eingeführten Verbote zu singen und tanzen ein negatives, sündhaftes Bild auf diese Berufsgruppe geworfen wurde.
Wie auch bei der ersten Prozessserie kamen die meisten der Opfer aus der Stadt Ellwangen (67 %). Die Landämter waren weit weniger betroffen. Der Grund hierfür liegt wie 1588 in der Besagungspraxis. Die in Rindelbach, einem ca. 3 km von Ellwangen entfernten Dorf beginnende Verfolgungswelle kam schnell in der Stadt selbst an. Bereits bei der ersten Verfolgung stammte der Großteil der Hingerichteten aus Ellwangen. Da Verurteilte meistens Bekannte aus ihrem näheren Umfeld besagten, hielt sich das Zentrum stets in der Stadt. Lediglich Opfer mit Bekannten aus den Landämtern brachten die Welle in die Dörfer. Da jedoch die wenigsten Beschuldigten Bekannte dort hatten, blieb Ellwangen stets das Zentrum.

### Reaktionen auf die Hexenverfolgung
Angesichts der zum Teil willkürlichen Besagung von angeblichen Hexen bildeten sich bei einigen Bewohnern leichte Zweifel an der Schuld. Es hegten besonders Personen, die regelmäßig Kontakt zu Verurteilten hatten, wie Gefängniswärter, Zweifel.
Jedoch konnte die Ellwanger Regierung und der Hexenrat durch die Verknüpfung von Hexenprozessen mit normalen Strafprozessen immer wieder angebliche Beweise und reale Auswirkungen der Hexerei sichtbar machen.
Widerstände oder massenhaftes Auswandern aus Ellwangen gab es jedoch nicht. Ersteres wurde vermutlich mit Hilfe der Angst vor der fürstpröpstlichen Regierung unterdrückt. Die Menschen fürchteten ebenfalls bestraft, gefoltert oder sogar getötet zu werden, weshalb sich nie ein Aufstand bildete. So wurde z. B. ein Ellwanger Bürger der die Hexenprozesse und die Regierung öffentlich kritisierte, 1612 inhaftiert und später selbst der Hexerei beschuldigt und schließlich ebenfalls hingerichtet.
Des Weiteren konnte mit Hilfe der Auslöschung von ganzen Familien verhindert werden, dass viele Menschen direkt von der Verfolgung betroffen waren. Familienmitglieder, die eventuell einen Widerstand anzetteln konnten, wurden so daran gehindert.
Auch die Kirche in Form des Stiftskapitels leistete keinen Widerstand. Zwar kam es durch die Hinrichtung Geistlicher zu einer Auseinandersetzung, diese wurde jedoch schnell beigelegt.
Auch von außerhalb kamen vermutlich kaum Impulse, die Hexenverfolgung zu stoppen.
Insgesamt zeigt sich, dass Widerstand gegen die Verfolgung kaum bestand. Falls es doch zu vereinzeltem Aufbegehren kam, wurde dieses unterdrückt.

### Fluchtversuche
Angesichts der drohenden Folter und Hinrichtungen gab es in Ellwangen insgesamt drei Fluchtversuche. Während bei den ersten beiden die Flüchtigen innerhalb von wenigen Wochen erneut gefangen bzw. von einem benachbarten Gebiet ausgeliefert wurden, gelang Casper Pfitzer im Dezember 1612 eine erfolgreiche Flucht.
Pfitzer floh zehn Tage nach seiner Verhaftung, vermutlich mit der Hilfe von Gefängnisangestellten, nach Fachsenfeld, ein ca. 15 km entferntes reichsritterschaftliches Gebiet, in dem seine Schwester wohnte. Da die Fürstpropstei keine Auslieferung erwirken konnte, lebte Casper Pfitzer vermutlich bis Mitte 1614 in Fachsenfeld. Jedoch musste er Fachsenfeld aufgrund einer Durchsuchung der Wirtsstätte seiner Schwester durch Ellwanger Räte verlassen. Sein Weg führte ihn in die Kurpfalz, in der er sich eine neue Existenz aufbaute. Er hatte jedoch stets Kontakt mit seiner Familie in Ellwangen, bis sich seine Spur im Jahr 1617 verliert, und keine Dokumente mehr vorhanden sind.
Bis auf einen Selbstmord im Jahr 1614 gab es keine weiteren Fluchtversuche mehr.

## Gründe für die lange Verfolgung
Eine Besonderheit der Ellwanger Prozessserie ist der lange Zeitraum der Verfolgung, sowie die Intensität, mit der die Prozesse geführt wurden.
Besonders in den Jahren unter Johann Christoph I von Westerstetten entwickelte sich eine bis dahin unbekannte Welle der Gewalt, die lediglich mit der Verfolgung in Eichstätt ebenfalls unter von Westerstetten vergleichbar ist.
Von Westerstetten hatte stets die Kontrolle über die Prozesse und versuchte des Öfteren neue anzustacheln.
Mit Hilfe eines von ihm veröffentlichten Dokuments, welches verschiedene Verhaltensweisen, wie Verschwendungssucht mit der Hexerei in Verdacht brachte, konnte nahezu jeder der Hexerei beschuldigt werden.
Doch auch nach Amtsantritt von Johann Christoph II von Freyberg endete die Verfolgung nicht. Allerdings erreichte sie unter ihm nie das Niveau und die Intensität wie unter seinem Vorgänger, wurde jedoch trotzdem fortgeführt und erst 1618 eingestellt.
Ein Grund für die lange Dauer könnten materielle Interessen gewesen sein.
Während der Verfolgung gab es in Ellwangen stets eine Konfiskationspraxis, es wurde also Eigentum zugunsten des Staates ohne Entschädigung von Familienangehörigen der Hingerichteten eingezogen. Vermutlich wurden Erbanteile eines Erben beschlagnahmt, um die Prozesskosten zu begleichen. Jedoch war dies in der Fürstpropstei schwer, da oft ganze Hexenfamilien hingerichtet wurden, in diesen Fällen wurden dann individuell Geldbeträge oder Gegenstände eingezogen.
Ein weiteres Problem war, wenn Hinterbliebene vorhanden waren, diese zum Teil aber nichts hatten, was man einziehen konnte. Das Einziehen von Arbeitsgeräten hätte der Fürstpropstei nichts genutzt, da so Steuereinnahmen verloren gegangen wären.
Außerdem baten die Angehörigen oft darum, die fälligen Beträge aufzuschieben oder zu verringern.
Um materielle Interessen als Grund zu bestätigen, ist ein Blick auf die Gesamtbilanz der Kosten nötig. Wolfgang Mährle konnte die Kosten und Einnahmen der Hexenverfolgung zwischen Februar 1613 und September 1615 rekonstruieren. Die Verwaltung nahm in dieser Zeit 8.374 Gulden ein, ein kleines Haus kostete ungefähr 150 Gulden. Von diesem Geld wurde weniger als die Hälfte (3.685 Gulden) für die Prozesse ausgegeben. Auf den ersten Blick scheint die Verfolgung materiell gesehen also ein Gewinn für die Fürstpropstei gewesen zu sein.
Jedoch sind in diesen Zahlen nicht die Defizite in anderen Bereichen miteinberechnet. Durch den Verlust von fast einem Viertel der Bevölkerung gingen enorm viele Steuerzahler und die damit verbundenen Einnahmen verloren. Auch die Wirtschaftskraft Ellwangens nahm während der Hexenverfolgung immer mehr ab, also auch hier dürften die Steuereinnahmen zurückgegangen sein. Auch der Zeitraum der Aufzeichnungen muss beachtet werden. Die Zahlen entstanden in Jahren, in denen es relativ wenige Verfolgungen gab, die Kosten sind also verglichen mit 1611 und 1612 relativ niedrig. Die Strafgelder wurden meist erst ein oder zwei Jahre nach der Hinrichtung gezahlt und stammten im Jahr 1613 vermutlich aus Hinrichtungen im Jahr 1612, dem Jahr mit den meisten Hinrichtungen. In den Jahren 1613 bis 1615 trafen also viele Strafgelder auf niedrige Prozesskosten. Ein Jahr zuvor dürfte die Bilanz viel schlechter ausgefallen sein.
Insgesamt waren materielle Interessen wohl eher weniger ein Grund für die lange Fortdauer, da auf die gesamte Zeit gesehen vermutlich keine oder nur geringe Gewinne erzielt werden konnten.
Die Nutzung der Prozesse als Karrieresprungleiter war vermutlich ebenfalls nicht der Hauptgrund für die lange Fortdauer der Verfolgung. Zwar versuchten die mit der Prozessführung Betrauten stets, die Prozesse dafür zu nutzen, jedoch war dies in anderen Städten ebenso der Fall und erklärt also nicht allein die lange Verfolgung.
Den weitaus größeren Anteil an der langen Fortdauer hat die spezielle Prozessführung in Ellwangen, die immer wieder legitimierend auf die Regierung wirkte. Gerade die Verknüpfung von realen Straftaten mit der Hexerei dürften eine enorme Wirkung gehabt haben. Die Regierung bekam so immer wieder die Bestätigung, das Richtige zu tun. Immer wenn eine Delegitimierung begann, wurde diese auch häufig von zufälligen Ereignissen, wie Viehseuchen, schlechten Ernten und Unwettern oder auch Selbstbezichtigungen gestoppt. Gerade Letzteres dürfte eine enorme Bestätigung für die Regierung gewesen sein und auch schnelle Geständnisse, noch vor der Folter hatten eine ähnliche Wirkung. Sogar Fälle, in denen die Beschuldigten lange nicht gestanden, konnten legitimierend wirken, da dieses Verhalten den typischen Eigenschaften einer Hexe entsprach.

### Ende der zweiten Prozesswelle
Die zweite Ellwanger Verfolgungswelle endete im Jahre 1618, nachdem etwa 430 Menschen hingerichtet worden waren.
Während der Prozesse kamen immer wieder Fragen nach der Legitimität auf. Je länger sie andauerte, desto schwieriger wurde es, diese aus dem Weg zu räumen. Die Menschen rechneten damit, dass Krankheiten, Missernten und Gewitter weniger werden, wenn die Hexen hingerichtet werden. Da sich in Ellwangen jedoch trotz jahrelanger Verfolgung keine Auswirkungen zeigten, es also weiter Missernten sowie Krankheiten und Gewitter gab, wurde es immer schwerer die Verfolgung zu legitimieren. Anfangs konnte man noch sagen, es würde immer noch zu viele Hexen geben und deswegen sollen weitere hingerichtet werden. Je länger die Verfolgung jedoch andauerte, desto weniger wurde dieses Argument akzeptiert.
Auch die Folgen für die Gesellschaft wurden mit der Zeit immer ersichtlicher. Die Gesellschaft drohte, aufgrund der vielen Hinrichtungen in allen Schichten mehr und mehr zusammenzubrechen. Außerdem wurden gerade gegen Ende viele Personen mittleren Alters hingerichtet. Viele dieser Menschen hatten Kinder, die Verpflegung dieser stellte die Fürstpropstei mehr und mehr vor eine unlösbare Aufgabe. Die Probleme der Hexenverfolgung auf die Gesellschaft erkannte schon der Jesuitenpater Johann Finck im Jahre 1613:
„Verbrannt sind jetzt 303, größtenteils aus Ellwangen. Inzwischen sind drei andere gefangen genommen worden, und zwar aus den besseren Familien, zwei Mädchen und ein Jüngling, der früher in Dillingen mein Schüler war. Wohin diese Sache noch führen wird oder welches Ende sie haben wird, sehe ich nicht, da dieses abscheuliche Übel so überhand genommen hat, daß nach Jahren, wenn der Magistrat mit der Ausübung seines Amtes fortfährt, die Stadt elend veröden wird...“
Des Weiteren wirkte die langjährige Verfolgung auf Menschen von außerhalb abschreckend. Dies hatte vor allem wirtschaftliche Folgen. Viele Gaststätten mussten schließen, da nicht genug Reisende mehr durch Ellwangen kamen. Sie hatten zum einen Angst selbst beschuldigt zu werden. Weitaus schwerwiegender war jedoch das Gerücht, in Ellwangen gäbe es besonders viel Hexerei und deshalb würde es hier besonders viele Prozesse geben.
Wie auch im Jahr 1588 bewahrte man nach dem Abbruch die Unterlagen über Verdächtige auf, um diese als Grundlage für neue Prozesse benutzen zu können.

### Was passierte nach 1618?
Nach dem Jahr 1618 gab es in Ellwangen keine größeren Verfolgungen mehr. Zwar gab es noch fünf weitere Verfahren, bei denen fünf Menschen zum Tode verurteilt wurden, jedoch entwickelte sich aus diesen Einzelfällen keine Prozessserie. Die Gründe hierfür sind verschieden, so durfte nach 1618 der Verfolgungswille in der Regierung massiv gesunken sein. Durch die Entlassung eines der wichtigsten Hexenverfolger in der Regierung, des Kanzlers Dr. Carl Kibler 1622, wurde der Verfolgungswille noch weiter geschwächt. Auch der Zusammenbruch der Prozesse in Franken um das Jahr 1630 durfte weiteren Prozessen entscheidend entgegengewirkt haben. Durchaus eine Rolle spielte auch die zunehmende Ablehnung der Hexenprozesse durch die Bevölkerung. Eine Akzeptanz und Ignoranz wie 1611–1618 gab es nicht mehr.
Der letzte Hexenprozess in Ellwangen im Jahr 1694 war ein sogenannter Kinderhexenprozess. Dies waren Ende des 17. und Anfang des 18. Jahrhunderts typische Prozesse, welche von Kindern, die sich und zum Teil auch weitere Personen der Hexerei beschuldigten, ausgelöst wurden. Da der Hexenglaube noch vorhanden war, es allerdings umstritten war, ob Hexenprozesse rechtens sind, holte man sich 1694 sogar Beistand von der Universität Tübingen. Infolgedessen wurden die Angeklagten aufgrund von Zweifeln der Tübinger Juristen an der Legitimation von Hexenprozessen nur zu leichten Strafen verurteilt. So durften sie sich nicht mehr allzu oft in der Öffentlichkeit zeigen und sollten ein gottgefälliges Leben führen, ein im Vergleich zu anderen Prozessen sehr mildes Urteil.
Nach 1694 gab es in Ellwangen keine weiteren Hexenprozesse.

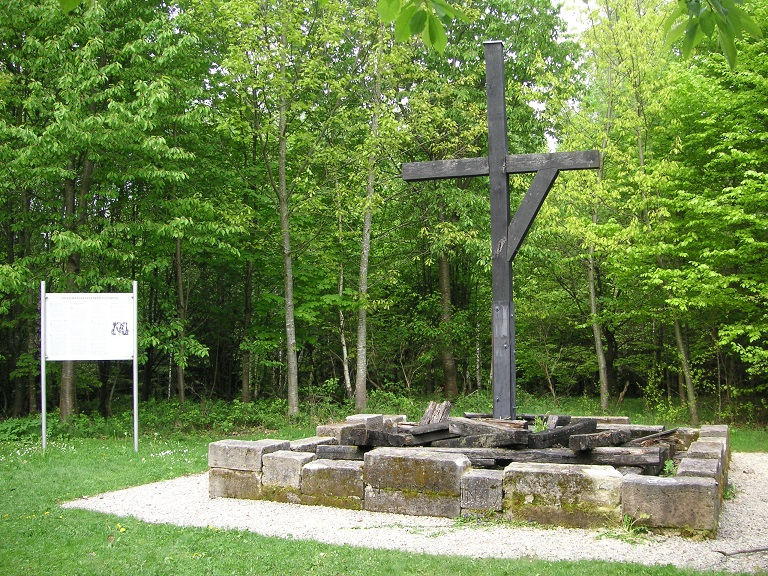
Ellwangen (Jagst) Gedenkkreuz Hexenprozesse

## Gedenken
- 2001 wurde von der katholischen Kirchengemeinde St. Vitus zur Erinnerung an die Hingerichteten der Hexenprozesse ein Mahnmal in unmittelbarer Nähe der ehemaligen Richtstätte erstellt, gestaltet von dem Künstler und Pfarrer Sieger Köder.
- Im Ortsteil Ellwangen-Rindelbach ist eine Straße nach Barbara Stech(lin) benannt, die als erste Rindelbacherin im Zuge der Hexenverfolgung 1611 in Ellwangen hingerichtet wurde.
- In der Heilig-Geist-Kirche in Ellwangen erinnert ein Glasfenster an die Hexenverbrennungen

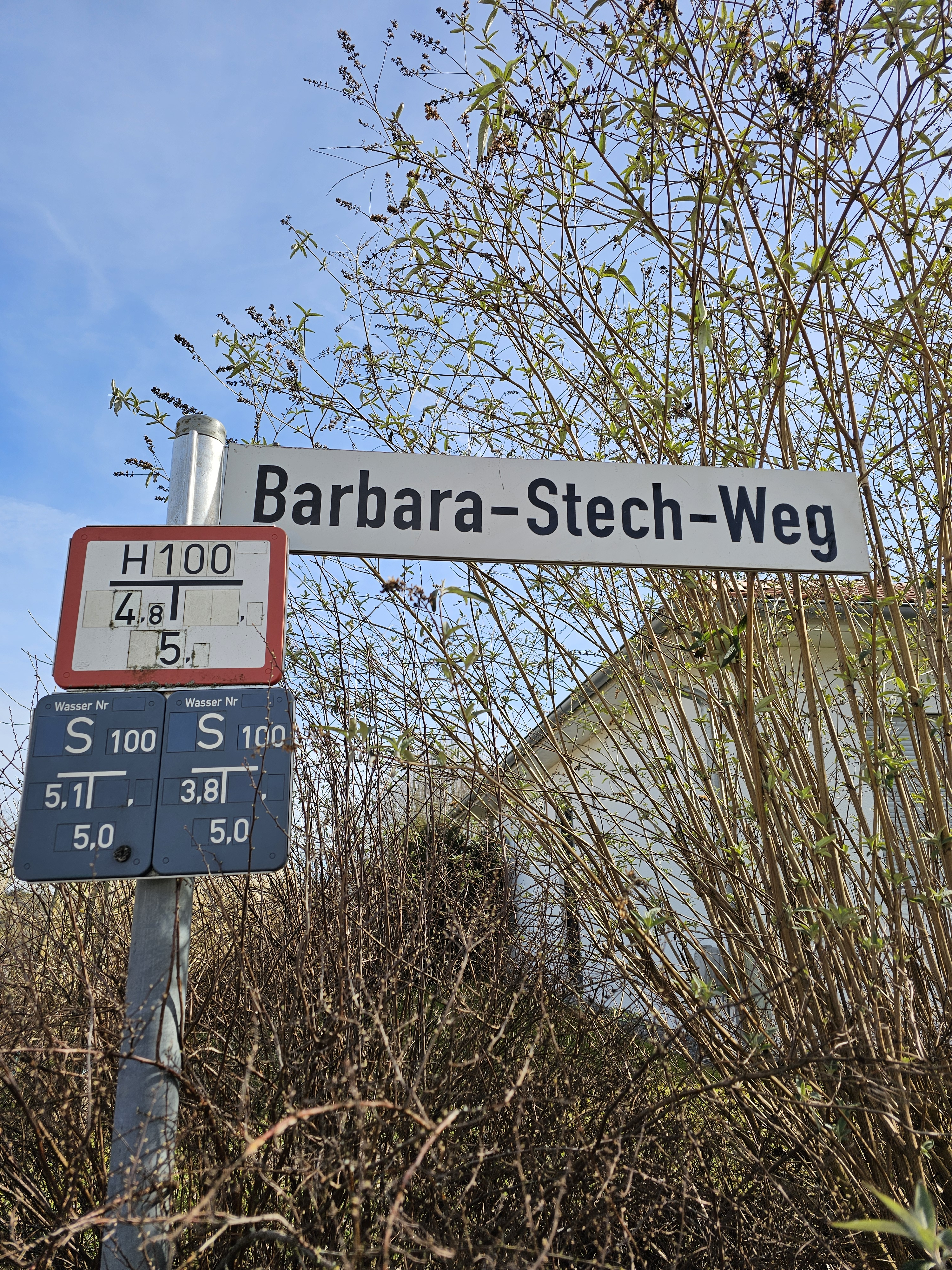
Der Weg ist nach Barbara Stech(lin) benannt, die als erste Rindelbacherin im Zuge der Hexenverfolgung 1611 in Ellwangen hingerichtet wurde